# Amblyopone hackeri
Amblyopone hackeri é uma espécie de formiga do gênero Amblyopone.